# Chaetodon ephippium
Chaetodon ephippium, conosciuto anche come pesce farfalla sellato è un pesce d'acqua salata appartenente alla famiglia dei Chaetodontidae.

## Distribuzione e habitat
È una specie di diffusa nella regione Indopacifica, dalle coste orientali africane alle Maldive, Sri Lanka, Australia, Mar del Giappone, fino alle Isole Hawaii, Marchesi e Tuamoto. Vive in prossimità delle formazioni madreporiche, nelle lagune o sul versante esterno del reef, in acque con temperatura tra i 24 e i 28 °C, prediligendo zone ricche di coralli e acque chiare. Si incontra fino a 30 m di profondità.

## Descrizione
Presenta corpo ovaloide, fortemente compresso ai fianchi. Il muso è allungato. La pinna dorsale copre tutto il dorso e si estende (esemplari adulti) con un'appendice filamentosa che contraddistingue la specie. La pinna dorsale è composta da 12-14 spine.

La livrea è grigio - giallastra; presenta una grande macchia nera nella parte superiore, in prossimità della zona caudale. La macchia è bordata inferiormente di bianco. Il ventre è percorso da alcune bande orizzontali grigiastre. Il muso è macchiato di giallo.

Può raggiungere i 30 cm di lunghezza; è una delle specie più grandi di pesce farfalla.

## Comportamento
Gli esemplari giovani vivono solitamente da soli o in piccoli gruppi, nelle lagune e in zone vicine alle coste. Gli adulti solitamente si incontrano in coppia.

## Alimentazione
Si nutre essenzialmente di microfauna recifale, uova di pesci, coralli e alghe filamentose.